# HIT Handelsgruppe
Die HIT Handelsgruppe GmbH & Co. KG ist ein Unternehmen des Lebensmitteleinzelhandels mit einem zusätzlichen Sortiment an Haushaltswaren, Elektrogeräten, Büchern und andere Medien mit Sitz in Bonn. HIT gehört zur Dohle-Handelsgruppe.

## Geschichte

Ehemaliges Logo von HIT

Gerhard Schröder gründete im Jahre 1902 in Quadrath bei Bergheim sein erstes Kolonialwarengeschäft. Sein Sohn Peter Schröder gründete 1919 eine Lebensmittel-Großhandlung und eine Kaffee-Rösterei mit Likörfabrikation. Im Jahre 1953 stieg seine Tochter Maria Schröder in das Geschäft ein.
Jean Dohle (geboren 1904, gestorben 1992) gründete 1927 in Quirrenbach im Siebengebirge seinen Kolonialwarenladen.
Im Jahre 1955 schlossen sich die Geschäfte von Schröder und Dohle an die Deutsche TIP-Handelsorganisation an.
Nachdem Kurt Dohle (geboren 1935) Maria Schröder kennengelernt und geheiratet hatte, fusionierten die Geschäfte von Schröder und Dohle im Jahr 1960 zur Dohle Handelsgruppe.
Es wurden weitere Cash-&-Carry-Märkte errichtet. 1970 wurde die Zentralverwaltung in Sankt Augustin aufgebaut. Heute befindet sich auf dem Gelände ein Markt der HIT-Vertriebsschiene. Die Hauptverwaltung wurde in den 1990er Jahren nach Siegburg verlegt.

## Aufbau der Kette
Die Dohle-Handelsgruppe erhielt 1972 den Goldenen Zuckerhut der Lebensmittel Zeitung für hervorragende Leistungen auf dem Gebiet der Lebensmittelwirtschaft. 1974 wurde das erste HIT-Discount-Warenhaus in Bonn-Tannenbusch eröffnet, das am 31. Januar 2015 geschlossen und durch ein SB-Warenhaus der Kette Kaufland ersetzt wurde. Danach erfolgten weitere Eröffnungen in Kerpen-Sindorf, Sankt Augustin (am Hauptsitz), sowie in Bonn-Bad Godesberg. Mit Partnern wurden dann Märkte in Norddeutschland (Münster, Hildesheim) sowie im süddeutschen Raum (Karlsruhe, Schweinfurt) eröffnet.
Nach dem Mauerfall und der Deutschen Wiedervereinigung im Jahre 1990 erfolgte eine Expansion nach Ostdeutschland. Im Jahre 1994 wurde das erste SB-Warenhaus HIT-Warschau in Polen eröffnet.

## Expansion durch Übernahmen

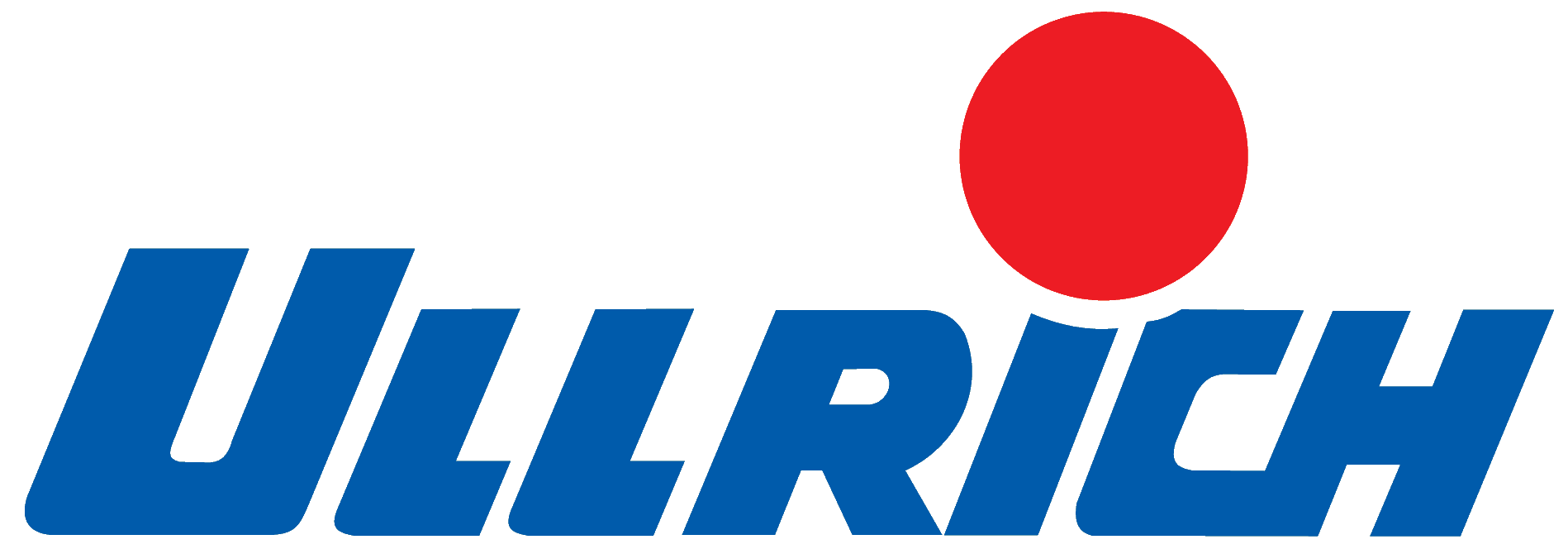
Logo des übernommenen Berliner Filialisten Ullrich (2005)

Die Dohle-Gruppe wuchs vor allem durch Übernahmen:
Während 1986 nur 17 Filialen betrieben werden, waren es im Jahre 1998 nach der Übernahme von 8 TOP-Verbrauchermärkten schon 56 Filialen. Im Jahre 2000 wurden von Tengelmann 19 Grosso-Filialen und 2002 noch vier Grenzland-Filialen übernommen (= 79 Märkte). Im Jahre 2005 wurden 5 REWE- und 9 Brülle-&-Schmeltzer-Märkte übernommen (= 93 Filialen).
Seit 2006 gibt es eine Zusammenarbeit bei Einkauf, Finanzierung und Logistik mit der Rewe Group, die auch zur Aufnahme von Rewe-Handelsmarken in das Sortiment führte.
Zum Juli 2015 bewilligte das Kartellamt die Übernahme des regionalen Berliner Einzelhändlers Ullrich Verbrauchermarkt, der zuvor schon Franchisenehmer von HIT gewesen war. Inzwischen werden die Märkte im Berliner Raum, ebenso auch Neueröffnungen, als HIT Ullrich betrieben.
Derzeit werden 104 Filialen geführt, davon 80 Standorte als Regiemärkte und 24 Standorte durch Franchisenehmer. Die HIT-Verbrauchermärkte sollen eine Verkaufsfläche von 900 bis 5.500 m² haben.
Es werden über 6.100 Mitarbeiter und 245 Auszubildende beschäftigt (Stand 2021). Der Umsatz 2021 soll bei ca. 1,85 Milliarden Euro liegen.

## HIT im Ausland

### Bulgarien
Der Einstieg HITs in Bulgarien erfolgte am 20. Oktober 2004 mit der Eröffnung des ersten Marktes in der Hauptstadt Sofia. Ein zweiter Markt wurde, ebenfalls in der Region von Sofia, am 26. August 2005 eröffnet und umfasst eine Fläche von 7.700 Quadratmetern. Nach finanziellen Schwierigkeiten erwarb die bulgarische Rodna Zemya Holding die beiden Märkte. Seit Ende 2020 werden die Märkte als HIT Max geführt.

### Polen
Nach dem Einstieg 1994 mit einem HIT-SB-Warenhaus in Warschau kamen bald weitere 13 HIT-Verbrauchermärkte mit einem Umsatz 2004 von ca. 540 Millionen Euro hinzu. Die HIT-Märkte in Polen wurden im Jahre 2004 für 600 Millionen Euro an die Supermarktkette Tesco verkauft.

## System-Partner
Bei Dohle gibt es System-Partner, zu denen unter anderem der Dodenhof-Supermarkt bei Bremen und 10 AEZ-Häuser im Münchner Raum gehören.

## Gemeinnütziges Engagement
Die HIT Handelsgruppe engagiert sich in der Kurt und Maria Dohle Stiftung (zuvor: HIT Stiftung Kinder brauchen Zukunft, seit 16. Oktober 2003) und in der Kurt und Maria Dohle Stiftung für Umwelt gGmbH (zuvor: HIT Umwelt- und Naturschutz Stiftung GmbH). HIT ist Hauptsponsor des Regionalligisten Fortuna Köln. und Premium-Partner der Kölner Haie.